# الخط 8 لمترو باريس
الخط 8 لمترو باريس (بالفرنسية: Ligne 8 du métro de Paris) هو الخط السابع من مجموعة خطوط مترو باريس الستة عشر. يقع في باريس في فرنسا. افتتح في 1913. يربط الخط بين محطة بالار في الجنوب الغربي للعاصمة باريس ومحطة بوانت دو لاك في الجنوب الشرقي لها، وذلك في مسار منحني. يعد آخر خط كان مبرمج وضع في مشروع مترو باريس سنة 1898، وكان من المفروض أنذاك ربط محطتي بورت دو أوتوي وأوبرا. هذا الجزء الأول تم فتحه في 1913.

شهد في السنوات 1930 تغييرات كبيرة، حيث أصبح جزئه الغربي جزء من الخط 10. خط المترو الآن يقف في أبواب باريس غربا في محطة بالار. منذ 1974 كانت نهاية الخط في محطة كريتاي - المحافظة حتى سنة 2011 أين تم فتح المحطة التي تليها وهي بوانت دو لاك.

يعد الخط الوحيد الذي يمر بنهرين باريسيين، نهر المارن من فوقه عبر جسر، والسين من تحته عبر نفق. مع الخط 7، يعد هذا الخط أطول خط في الشبكة من حيث عدد المحطات وهو 38. ولكنه الأطول من حيث عدد الكيلومترات ب23.36 كم. نقل الخط في 2009 حوالي 96 مليون مسافر.

## التاريخ

### التسلسل الزمني
- 20 أبريل 1896: المجلس البلدي في باريس يتبنى مشروع شبكة فولجونس بيانفينو (Fulgence Bienvenüe).
- 30 مارس 1898: إعلان المنفعة العامة.
- أبريل 1908: بداية الأشغال على الخط.
- 13 يوليو 1913: فتح الجزء الرابط بين محطة بوغرونال (اليوم شارل ميشال) ومحطة أوبرا.
- 30 سبتمبر 1913: التمديد غربا حتى محطة بورت دو أوتوي.
- 30 يونيو 1928: التمديد شرقا حتى محطة ريشليو - دروو.
- 5 مايو 1931: التمديد شرقا حتى محطة بورت دو شارنتون وذلك بمناسبة المعرض الإستعماري.
- 1937: فصل الجزء الرابط بين محطتي بورت دو أوتوي ولا موت بيكيه - غرونال ودمجه مع الخط 10.
- 27 يوليو 1937: التمديد غربا حتى محطة بالار.
- 5 أكتوبر 1942: التمديد غربا في الضواحي الملاصقة حتى محطة شارنتون - المدارس.
- 19 سبتمبر 1970: التمديد شرقا حتى محطة ميزون ألفور - الملعب.
- 27 أبريل 1972: التمديد شرقا حتى محطة ميزون ألفور - ليه جويوت.
- 24 سبتمبر 1973: التمديد شرقا حتى محطة كريتاي - ليشا.
- 10 سبتمبر 1974: التمديد شرقا حتى محطة كريتاي - المحافظة.
- 8 أكتوبر 2011: التمديد شرقا حتى محطة بوانت دو لاك.

## التخطيط والمحطات

### قائمة المحطات
|                              | المحطة                       | المحطة                    | البلدية            | الخطوط والشبكات المتصلة |
| ---------------------------- | ---------------------------- | ------------------------- | ------------------ | ----------------------- |
|                              | بالار                        | بالار                     | باريس (الدائرة 15) |                         |
| لورمال                       | لورمال                       | باريس (الدائرة 15)        |                    |                         |
| بوسيكو                       | بوسيكو                       | باريس (الدائرة 15)        |                    |                         |
| فوليكس فور                   | فوليكس فور                   | باريس (الدائرة 15)        |                    |                         |
| تجارة                        | تجارة                        | باريس (الدائرة 15)        |                    |                         |
| لا موت بيكيه - غرونال        | لا موت بيكيه - غرونال        | باريس (الدائرة 15)        |                    |                         |
| المدرسة العسكرية             | المدرسة العسكرية             | باريس (الدائرة 7)         |                    |                         |
| لا تور موبورغ                | لا تور موبورغ                | باريس (الدائرة 7)         |                    |                         |
| أنفاليد                      | أنفاليد                      | باريس (الدائرة 7)         |                    |                         |
| كونكورد                      | كونكورد                      | باريس (الدائرة 1 و8)      |                    |                         |
| مادلان                       | مادلان                       | باريس (الدائرة 8)         |                    |                         |
| أوبرا                        | أوبرا                        | باريس (الدائرة 2 و9)      |                    |                         |
| ريشليو - دروو                | ريشليو - دروو                | باريس (الدائرة 2 و9)      |                    |                         |
| غران بولفار                  | غران بولفار                  | باريس (الدائرة 2 و9)      |                    |                         |
| بون نوفال                    | بون نوفال                    | باريس (الدائرة 2 و9 و10)  |                    |                         |
| سترازبورغ - سان دوني         | سترازبورغ - سان دوني         | باريس (الدائرة 2 و3 و10)  |                    |                         |
| الجمهورية                    | الجمهورية                    | باريس (الدائرة 3 و10 و11) |                    |                         |
| فيي دو كالفار                | فيي دو كالفار                | باريس (الدائرة 3 و11)     |                    |                         |
| سان سيباستيان - فرواسار      | سان سيباستيان - فرواسار      | باريس (الدائرة 3 و11)     |                    |                         |
| شومان فار                    | شومان فار                    | باريس (الدائرة 3 و11)     |                    |                         |
| الباستيل                     | الباستيل                     | باريس (الدائرة 4 و11 و12) |                    |                         |
| لدرو رولان                   | لدرو رولان                   | باريس (الدائرة 11 و12)    |                    |                         |
| فيدارب - شاليني              | فيدارب - شاليني              | باريس (الدائرة 11 و12)    |                    |                         |
| رويي ديدرو                   | رويي ديدرو                   | باريس (الدائرة 12)        |                    |                         |
| مونغاليه                     | مونغاليه                     | باريس (الدائرة 12)        |                    |                         |
| دومينيل                      | دومينيل                      | باريس (الدائرة 12)        |                    |                         |
| ميشال بيزو                   | ميشال بيزو                   | باريس (الدائرة 12)        |                    |                         |
| بورت دوريه                   | بورت دوريه                   | باريس (الدائرة 12)        |                    |                         |
| بورت دو شارنتون              | بورت دو شارنتون              | باريس (الدائرة 12)        |                    |                         |
| الحرية                       | الحرية                       | شارنتون لو بون            |                    |                         |
| شارنتون - المدارس            | شارنتون - المدارس            | شارنتون لو بون            |                    |                         |
| المدرسة البيطرية ميزون ألفور | المدرسة البيطرية ميزون ألفور | ميزون ألفور               |                    |                         |
| ميزون ألفور - الملعب         | ميزون ألفور - الملعب         | ميزون ألفور               |                    |                         |
| ميزون ألفور - ليه جويوت      | ميزون ألفور - ليه جويوت      | ميزون ألفور               |                    |                         |
| كريتاي - ليشا                | كريتاي - ليشا                | كريتاي                    |                    |                         |
| كريتاي - الجامعة             | كريتاي - الجامعة             | كريتاي                    | TVM                |                         |
| كريتاي - المحافظة            | كريتاي - المحافظة            | كريتاي                    |                    |                         |
| بوانت دو لاك                 | بوانت دو لاك                 | كريتاي                    | 393                |                         |

## السياحة
يمر الخط بعدة أماكن سياحية ومشهورة في باريس وفال دو مارن ومن أهمها:
- المدرسة العسكرية وبرج إيفل (عبر محطة المدرسة العسكرية).
- ليزانفاليد (عبر محطة أنفاليد).
- ميدان الكونكورد (عبر محطة كونكورد).
- كنيسة المادلان (عبر محطة مادلان).
- قصر غارنييه (عبر محطة أوبرا).
- الشوارع الكبرى (أساسا بين مادلان والجمهورية).
- ساحة الباستيل (عبر محطة الباستيل).
- متحف تاريخ الهجرة وحوض سمك قصر بورت دوريه (عبر محطة بورت دوريه).
- بوا دو فانسان (أربعة محطات بين بورت دوريه وشارنتون - المدارس).
- متحف فروغونار للمدرسة البيطرية ميزون ألفور (عبر محطة المدرسة البيطرية ميزون ألفور).
- متحف ميزون ألفور (عبر محطة ميزون ألفور - ليه جويوت).
- كريتاي سولاي (عبر محطة كريتاي - المحافظة).

## مقالات ذات صلة
- تطوير محطات مترو باريس
- قائمة محطات مترو باريس
- النقل العام في إيل دو فرانس
- باريس

## روابط خارجية
- الموقع الرسمي للهيئة الذاتية للنقل في باريس.